# Руан (хокейний клуб)
«Руан Дрегонс» (фр. Dragons de Rouen) — хокейний клуб з Руана, Франція. Заснований у 1982 році.

## Історія
Клуб засновано в місті Руан у 1982 році. Вже через три роки клуб вийшов до вищого дивізіону Франції. З того часу команда лишається у лізі посідаючи друге місце за цим показником після Ам’єна.
Свій перший титул чемпіона Франції команда виграла в 1990 році. А з 1992 по 1995 чотири рази поспіль руанці здобували золото.
Друга половина 1990-их для руанців була менш успішною. З 2000-их років клуб впевнено стає одним із лідерів французького клубного хокею додавши ще одинадцять чемпіонських сезонів у період з 2001 по 2021 роки. Також «Руан Дрегонс» здобув шість Кубків Франції та чотири Кубка ліги, на європейській арені команда двічі виграла Континентальний кубок.
15 квітня 2024 року «Руан» здобув свій вісімнадцятий титул чемпіона Франції та вдруге поспіль кваліфікувався до Ліги чемпіонів.
Чинний президент ІІХФ Люк Тардіф виступав за команду «Руана» наприкінці 1980-их років.

## Домашня арена
«Іль Лякруа» домашній стадіон клубу, відкритий 14 січня 1992 року. Вміщує 2747 глядачів.
З травня 2019 року по травень 2021 року арена була реконструйована.

## Досягнення

### Національні
Чемпіон Франції (18):
- 1990, 1992, 1993, 1994, 1995, 2001, 2003, 2006, 2008, 2010, 2011, 2012, 2013, 2016, 2018, 2021, 2023, 2024

Кубок Франції (6):
- 2002, 2004, 2005, 2011, 2015, 2016

Кубок Ліги (4):
- 2008, 2010, 2013, 2014

### Континентальні
Континентальний кубок (2)
- 2012, 2016